# Vašca
Vašca je naselje u slovenskoj Općini Cerklju na Gorenjskem. Vašca se nalazi u pokrajini Gorenjskoj i statističkoj regiji Gorenjskoj. 

## Stanovništvo
Prema popisu stanovništva iz 2002. godine naselje je imalo 68 stanovnika.